# Ma cũ bắt nạt ma mới

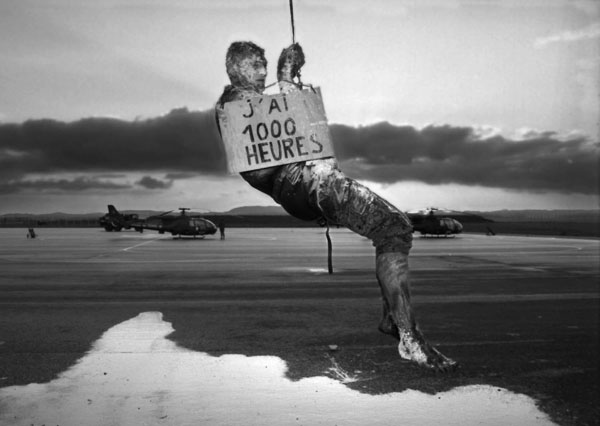
Cảnh ma cũ bắt nạt ma mới đối với viên phi công trong quân đội Pháp suốt chặng đường bay 1.000 giờ liền

Ma cũ bắt nạt ma mới là một thành ngữ trong tiếng Việt chỉ đến bất kỳ hoạt động nào được mong đợi ở một ai đó khi tham gia hay gia nhập vào một tập thể, sẽ là làm nhục, phá hủy danh dự, lăng mạ, sỉ nhục hoặc gây nguy hiểm cho họ bất chấp thiện chí của người mới gia nhập.
Chuyện ma cũ bắt nạt ma mới có thể bắt gặp ở nhiều loại hình nhóm xã hội khác nhau, từ thế giới băng đảng, đội thể thao, nhà trường phổ thông, trường đại học, đơn vị quân đội cho đến nhà tù...